# Mount Croghan
Mount Croghan – miasto w Stanach Zjednoczonych, w stanie Karolina Południowa, w hrabstwie Chesterfield.